# رود جینزو
رود جینزو (به لاتین: Jinzū River) یک رود در ژاپن است که در استان تویاما واقع شده‌است.